# Euconnus pubicollis
Euconnus pubicollis är en skalbaggsart som först beskrevs av Müller och Kunze 1822.  Euconnus pubicollis ingår i släktet Euconnus, och familjen glattbaggar. Arten har ej påträffats i Sverige.